# Copelatus vigintisulcatus
Copelatus vigintisulcatus är en skalbaggsart som beskrevs av Régimbart 1895. Copelatus vigintisulcatus ingår i släktet Copelatus och familjen dykare. Inga underarter finns listade i Catalogue of Life.